# トールシ
トルシー(Torshī、ペルシア語: ترشى、アルメニア語: Տորշի、トルコ語: turşu、ギリシア語: τουρσί、ブルガリア語: туршия)は、バルカン半島や中東で食べられる酢漬けの野菜(ピクルス)である。語源は、ペルシア語で「酸っぱい」を意味するtorsh ペルシア語: ترشである。
アフガニスタン料理、イラン料理、クルド料理、パキスタン料理、イラク料理、イスラエル料理、トルコ料理、中近東料理、アルバニア料理、アルメニア料理、ギリシア料理、ブルガリア料理、マケドニア料理、セルビア料理、ボスニア料理等では一般的に用いられる。

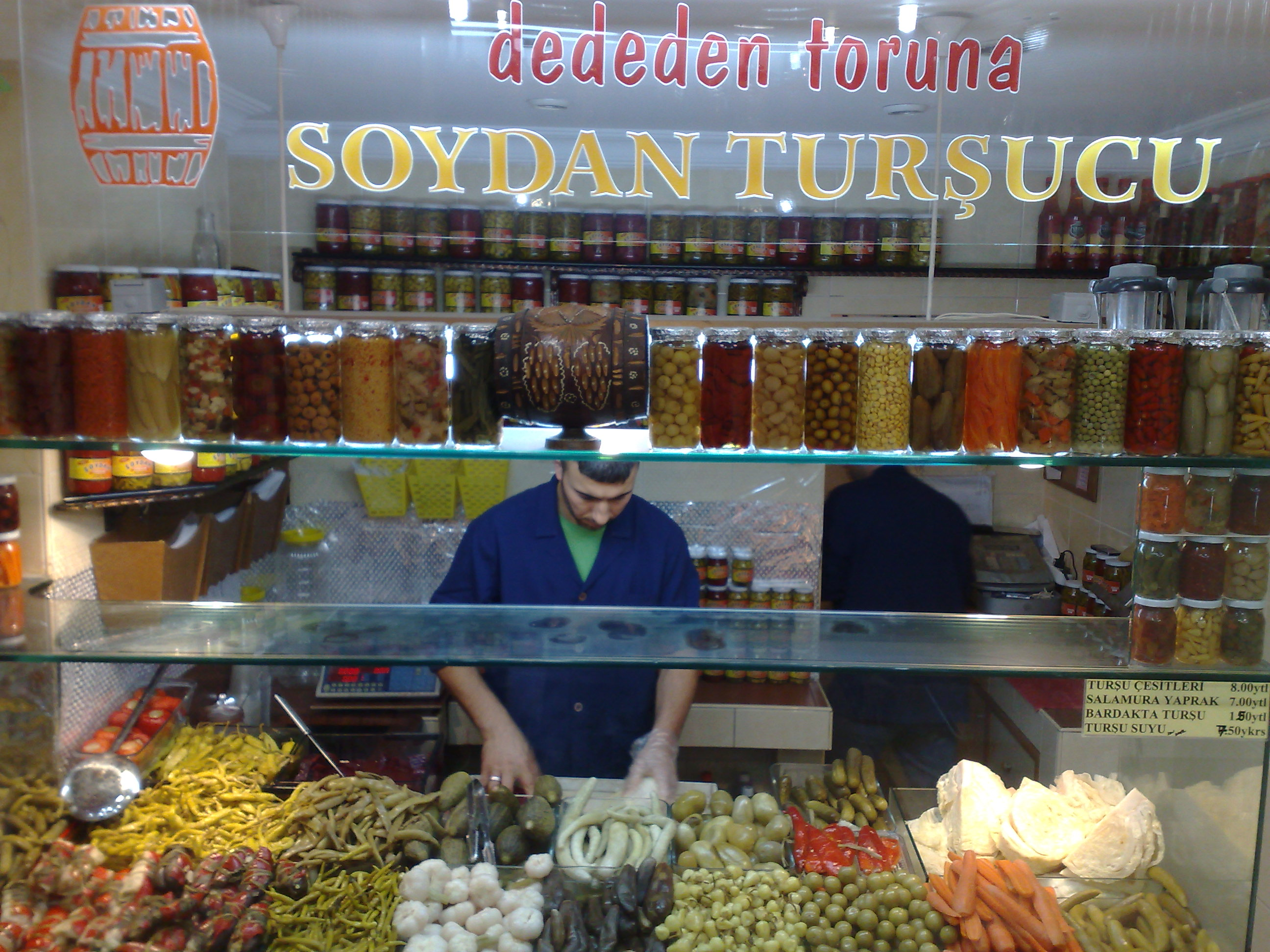
トルコのトルシー販売店

イランでは、地域の習慣や行事ごとに非常に多くの種類のトルシーがある。家庭によっては、トルシーがテーブル上にない食事は考えられないところもある。ブルガリア料理では、tsarska turshiya(王のピクルス)とselska turshiya(国のピクルス)に人気がある。伝統的なメゼであり、ラク、ウーゾ、チプロ、ラキヤ等の酒とともに供される。トルシー水(turşu suyu)も飲むことができ、トルコでは非常に人気がある。
大きな都市であっても、家庭でのトルシー作りは今でも秋季の伝統として広まっている。レストランで出されたり、出来合いのものをスーパーマーケットで購入することもできる。

## 作り方
トルシーは、ニンニク、唐辛子、セロリ、カリフラワー、ニンジン、テーブルビート、エシャロット、キャベツ、ナスやその他の野菜と酢に漬けた乾燥ハーブ、塩、黒コショウを含む様々なスパイス、ショウガ等を材料として作られる。殺菌効果を持たせるために、ペルシャでは酢を多く入れるが、トルコでは塩を多く入れる。
Torshi litehはナスとハーブ（パセリ、コリアンダー、ミント、タラゴン、バジル）から作る。ナスをオーブンで焼いてハーブ、酢とともにガラス瓶に詰め、冷たく乾燥した場所に2-3ヶ月置く。
Tsarska turshiyaはカリフラワー、赤唐辛子、ニンジン、セロリから作る。野菜に塩と砂糖を混ぜて一晩置き、翌日、汁と酢を混ぜて数分煮る。野菜をガラス瓶に詰め、桜の枝と丸い川の石でプレスする。
Selska turshiyaは緑唐辛子、緑トマト、ニンジン、カリフラワー、キャベツ、セロリから作る。野菜を容器に詰めて枝と石でプレスし、塩、酢、水のマリネ液を注ぎ、発酵させる。